# Кристеллер, Пауль (искусствовед)
Пауль Кристеллер (нем. Paul Kristeller; 31 октября 1863, Берлин — 2 октября 1931, Мерсбург, Баден-Вюртемберг) — немецкий гравёр, скульптор, историк искусства, крупнейший специалист по истории гравюры, чьи работы «среди знатоков гравюр и специалистов до сих пор пользуются непререкаемым авторитетом».

## Биография
Пауль Кристеллер был сыном коммерсанта Германа Кристеллера (1828—1915), изучал историю искусств в университетах Берлина, Мюнхена и Лейпцига. Получил докторскую степень в Лейпциге в 1888 году. С 1894 года изучал старинную графику в различных музейных собраниях, в том числе пять лет в Болонье и Риме. Был женат на скрипачке Кларе Кристеллер.
Пауль Кристеллер многие годы работал в гравюрном кабинете Берлинского музея, где приобрёл глубокие знания по истории и технике искусства гравюры. Кристеллер — представитель знато́ческой школы «музейщиков-вещеведов», опыт которых основан на непосредственном изучении произведений в музейных фондах.

## Основные работы
- Страсбургская книжная иллюстрация XV — начала XVI веков (Die Strassburger Bücher-Illustration im XV und im Anfange des XVI Jahrhunderts, Seemann, Leipzig, 1888)
- Итальянские издательские и книгопечатные знаки до 1525 года" (Die Italienischen Buchdrucker- und Verlegerzeichen bis 1525; Heitz & Mündel, Страсбург, 1893, репринт 2000)
- Произведения Якопо де Барбари (Das Werk des Jacopo de' Barbari, Amsler & Ruthardt, Berlin 1896)
- Ранние флорентийские гравюры на дереве с аннотированным списком флорентийских иллюстрированных книг (Early Florentine Woodcuts with an Annotated List of Florentine Illustrated Books, Paul, Trench & Trübner, Лондон, 1897, репринт 2000)
- Ренессансная графика Ломбардии (Die Lombardische Graphik der Renaissance; Берлин, 1913),
- Гравюра на дереве и на меди за четыре столетия" (Holzschnitt und Kupferstich in vier Jahrhunderten, Cassirer; Берлин, 1905, русский перевод: «История европейской гравюры XV—XVIII века», 1939)
- Андреа Мантенья (Берлин-Лейпциг, 1902, английское издание 1901)
- Якопо де Барбари. Собрание гравюр и ксилографий (Берлин—Нью-Йорк, 1896)[4][5].